# Bersa Thunder 32
La Bersa Thunder 32 es una pistola semiautomática de calibre 7,65 mm, producida por la empresa armera argentina Bersa S.A. en Ramos Mejía. 

## Desarrollo
Forma parte de la línea de productos Bersa que también incluye a la Thunder 22, Thunder 22-6, Thunder 380, Thunder 9, Mini Thunder 9, Mini Thunder 40 y Mini Thunder 45. A pesar de que la Thunder 32 ha sido descontinuada desde junio de 2012, sus piezas todavía están disponibles en el sitio web Bersa/Eagle importaciones y contiene piezas que son intercambiables con las otras series de pistolas compactas Thunder. Una variante ligera de la Thunder 32 es llamada CC (Concealed Carry; porte oculto en inglés). Otra variante, llamada Firestorm 32, es vendida por el fabricante de armas Firestorm SGS de Nueva Jersey, donde es ensamblada con piezas fabricadas por Bersa.

## Mercado
La Thunder 32 está destinada al uso civil en general, especialmente al mercado de las de porte oculto con su versión CC.

## Ventajas del diseño
Similar a la Thunder 380 y Thunder 22, la Thunder 32 tiene un armazón de aleación ligera de aluminio que reduce el peso para facilitar el porte, pero tiene suficiente masa para controlar su retroceso, aunque el retroceso es muy ligero por su cartucho 7,65 x 17 Browning. Debido a su pequeño armazón, la pistola es muy adecuada para tiradores femeninos, y masculinos con manos más pequeñas. Sin embargo, debido a su retroceso el resorte recuperador está diseñado para ser más fuerte de lo habitual, que puede dificultar el accionar la corredera. Los cargadores, sin embargo, están diseñados con una sección extra de agarre, por lo que todos los dedos de la mano que dispara se acomodan. El diseño con cañón fijo ayuda a la precisión. La alineación de la recámara con el primer cartucho del cargador le otorga un fiable ciclo de disparo y recarga. El armazón tiene un largo resalte sobre las cachas, que protege al pulgar del tirador de ser herido por el martillo o la corredera. Esta pistola tiene una amplia variedad de mecanismos de seguridad: un seguro manual en la corredera que bloquea el martillo, un desconector que evita el disparo si el cargador no está insertado, un gatillo de doble acción, percutor inercial e incluso un seguro de gatillo activado con llave (en algunos modelos). Algunos modelos también tienen un percutor con seguro automático.